# Le storie della Bibbia
Le storie della Bibbia, talvolta chiamato La Bibbia, è un franchise di coproduzione internazionale composto da alcune miniserie televisive e film per la televisione.

## Descrizione
Il progetto è stato ideato e realizzato dalla società di produzione Lux Vide, che ha collaborato con varie aziende televisive sia europee che statunitensi. Le fiction che fanno parte di questo ciclo sono tutte coproduzioni internazionali, e narrano vari libri della Bibbia; vennero realizzate e trasmesse in prima visione dal 1993 al 2002. Tra le varie emittenti e aziende televisive coinvolte vi furono Rai 1 e Rai Fiction (Italia), Taurus Film (Germania), Quinta (Francia), e Turner Pictures (Stati Uniti).
Il franchise trae larga ispirazione anche dai Vangeli apocrifi, trattati come fonte storica di valore e attendibilità pari ai Vangeli canonici, oltre ad un ampio uso di licenze artistiche. Ad esempio, nei flashback sull'infanzia di Gesù — interpretato da Jeremy Sisto (Gesù adulto), Miles C. Hobson (Gesù bambino), Josh Maguire (Gesù adolescente) — sono inserite parti aggiuntive ai Canonici che riportano solo la Presentazione al Tempio; licenze si trovano sul Gesù che scherza coi discepoli mentre arriva la notizia della morte di Lazzaro, o sul fetore del cadavere nella tomba..

## Le fiction
| N° | Titolo italiano                   | Prima TV Italia | Regia di         | Interpreti principali                                                |
| -- | --------------------------------- | --------------- | ---------------- | -------------------------------------------------------------------- |
| 1  | Abramo                            | 1993            | Joseph Sargent   | Richard Harris, Barbara Hershey, Maximilian Schell                   |
| 2  | Genesi: La creazione e il diluvio | 1994            | Ermanno Olmi     | Omero Antonutti                                                      |
| 3  | Giacobbe                          | 1994            | Peter Hall       | Matthew Modine, Lara Flynn Boyle, Sean Bean                          |
| 4  | Giuseppe                          | 1995            | Roger Young      | Paul Mercurio, Ben Kingsley, Lesley Ann Warren                       |
| 5  | Mosè                              | 1995            | Roger Young      | Ben Kingsley, Frank Langella, Christopher Lee                        |
| 6  | Sansone e Dalila                  | 1996            | Nicolas Roeg     | Eric Thal, Elizabeth Hurley, Dennis Hopper                           |
| 7  | Davide                            | 1997            | Robert Markowitz | Nathaniel Parker, Jonathan Pryce, Sheryl Lee, Franco Nero            |
| 8  | Salomone                          | 1997            | Roger Young      | Ben Cross, Vivica A. Fox, Anouk Aimée                                |
| 9  | Geremia il profeta                | 1998            | Harry Winer      | Patrick Dempsey, Oliver Reed, Klaus Maria Brandauer                  |
| 10 | Ester                             | 1999            | Raffaele Mertes  | Louise Lombard, F. Murray Abraham, Jürgen Prochnow                   |
| 11 | Jesus                             | 1999            | Roger Young      | Jeremy Sisto, Jacqueline Bisset, Armin Mueller-Stahl                 |
| 12 | San Paolo                         | 2000            | Roger Young      | Johannes Brandrup, Ennio Fantastichini, Thomas Lockyer               |
| 13 | San Giovanni - L'apocalisse       | 2002            | Raffaele Mertes  | Richard Harris, Vittoria Belvedere, Benjamin Sadler, Paolo Villaggio |

## Amici di gesù
Contestualmente al franchise principale. Lux Vide ha prodotto in collaborazione con Mediaset la collana: Amici di gesù. Con quattro film tv andati in onda tra il 2000 ed il 2001 su Canale 5. Nella distribuzione internazionale questi film vengono inclusi nella collana principale de Le storie della bibbia.
| N° | Titolo italiano      | Prima TV Italia | Regia di        | Interpreti principali                                    |
| -- | -------------------- | --------------- | --------------- | -------------------------------------------------------- |
| 1  | Giuseppe di Nazareth | 2000            | Raffaele Mertes | Tobias Moretti, Stefania Rivi, Ennio Fantastichini       |
| 2  | Maria Maddalena      | 2000            | Raffaele Mertes | Maria Grazia Cucinotta, Benjamin Sadler, Ambra Angiolini |
| 3  | Giuda                | 2001            | Raffaele Mertes | Enrico Lo Verso, Danny Quinn, Mathieu Carrière           |
| 4  | Tommaso              | 2001            | Raffaele Mertes | Ricky Tognazzi, Hannes Jaenicke, Francesco Pannofino     |

In seguito Mediaset produrrà la miniserie La sacra famiglia. Anche se vede tematiche simili e lo stesso regista. Lux Vide non è coinvolta in alcun modo nella produzione e pertanto non fa parte della serie de Le storie della bibbia.